# マハーゴーヴィンダ経
『マハーゴーヴィンダ経』（マハーゴーヴィンダきょう、巴: Mahāgovinda-sutta、マハーゴーヴィンダ・スッタ）とは、パーリ仏典経蔵長部の第19経。『大典尊経』（だいてんそんきょう）、『典尊経』（てんそんきょう）とも。
類似の伝統漢訳経典としては、『長阿含経』（大正蔵1）の第3経「典尊経」や、『大堅固婆羅門縁起経』（大正蔵8）がある。
経名は、経中に出て来る優れたバラモンであるマハーゴーヴィンダ（大典尊）に因む。

## 構成

### 登場人物
- 釈迦
- パンチャシカ - ガンダッバの一人

### 場面設定
ある時、釈迦がギッジャクータ山（霊鷲山）で瞑想していると、ガンダッバの一人であるパンチャシカが現れ、かつてあった三十三天の布薩の話を始める。
三十三天の善法堂に四天王と帝釈天が集まると、梵天サナンクマーラが現れ、かつてディサンパティ王とその子レーヌ王に仕えた優れたバラモンであるマハーゴーヴィンダの話を始める。
ディサンパティ王に仕えていた父ゴーヴィンダの後を継いだマハーゴーヴィンダは、その優秀な仕事ぶりで知られるようになり、レーヌ王の代には国を七分割して十六大国の原型となる国々を作るなどの業績を残す。
そんなマハーゴーヴィンダが瞑想していると、梵天サナンクマーラが現れた。マハーゴーヴィンダは彼にどうすれば梵天へと到れるか問う。梵天サナンクマーラは三毒の除去について述べる。出家を決意したマハーゴーヴィンダが、その旨をレーヌ王に話すと、レーヌ王も従者たちと共に出家する。彼らは四無量心を修め、四禅天の有頂天である色究竟天へと到達した。
以上の話をパンチャシカが釈迦に話すと、釈迦はそのマハーゴーヴィンダこそが自分の前世であることを明かし、梵天ではなく涅槃へと至る道として、八正道や四向四果を述べる。

## 日本語訳
- 『南伝大蔵経・経蔵・長部経典2』（第7巻） 大蔵出版
- 『パーリ仏典 長部（ディーガニカーヤ）大篇II』 片山一良訳 大蔵出版
- 『原始仏典 長部経典2』 中村元監修 春秋社